# Xavier Bettel
Xavier Bettel (phát âm tiếng Luxembourg: [ˈksɑvieː ˈbətəl]; sinh ngày 3 tháng 3 năm 1973) là một luật sư và chính khách người Luxembourg hiện là giữ chức Phó Thủ tướng Luxembourg và Bộ trưởng Bộ Ngoại giao từ năm 2023. Ông từng giữ chức Thủ tướng Luxembourg từ năm 2013 đến năm 2023. Ông từng là nghị sĩ Hạ viện (1999–2013) và Thị trưởng thành phố Luxembourg (2011–2013).
Bettel cũng là thành viên Đảng Dân chủ (DP). Sau cuộc tổng tuyển cử năm 2013, ông nhậm chức Thủ tướng và kế nhiệm Jean-Claude Juncker của Đảng Nhân dân Xã hội Kitô giáo (CSV). Bettel trở thành thủ tướng đồng tính công khai đầu tiên trên thế giới tái đắc cử nhiệm kỳ thứ hai vào năm 2018, khi nhiệm vụ của ông được gia hạn. Ông được bổ nhiệm làm Phó Thủ tướng vào năm 2023 trong Chính phủ Frieden-Bettel.

## Đầu đời
Bettel sinh ngày 3 tháng 3 năm 1973 tại thành phố Luxembourg. Cha ông Claude Bettel là một nhà buôn rượu vang. Bettel cho biết ông có người ông là người Nga theo Chính thống giáo và người ông là người Do Thái gốc Ba Lan, trong khi cha mẹ ông là người Công giáo. Mẹ ông Aniela là cháu gái của nhà soạn nhạc nổi tiếng Sergei Rachmaninoff. Sau khi tốt nghiệp trung học tại Lycée Hélène Boucher ở Thionville, Bettel nhận bằng thạc sĩ về Luật công và châu Âu và một bằng DEA về Chính trị học và Luật công từ trường đại học Nancy 2 tại Nancy, Pháp, ông cũng nghiên cứu luật hàng hải và luật giáo hội tại đại học Aristotle ở Thessaloniki, Hy Lạp. Ông còn là thành viên tham dự chương trình Erasmus. Trong bốn năm vào đầu thập niên 2000, ông đã tổ chức Sonndes em 8, một talkshow hàng tuần trên kênh truyền hình cá nhân hiện đã dừng hoạt động là T.TV. Năm 2017, ông cũng nhận bằng tiến sĩ danh dự của đại học Sacred Heart Luxembourg.

## Sự nghiệp chính trị

### Chính trị địa phương
Trong cuộc bầu cử năm 1999, Bettel được bầu vào hội đồng thành phố Luxembourg và đứng thứ sáu trong danh sách của DP. Hai năm sau khi được bầu vào hội đồng địa phương, vào ngày 12 tháng 7 năm 2001, ông được chứng nhận là luật sư. Vào ngày 28 tháng 11 năm 2005, sau cuộc bầu cử thành phố mà ông đứng thứ tư trong danh sách DP, Bettel được bổ nhiệm làm échevin (ủy viên) trong hội đồng thành phố Luxembourg.
Sau cuộc bầu cử thành phố vào ngày 9 tháng 10 năm 2011, Bettel tuyên thệ nhậm chức Thị trưởng Luxembourg vào ngày 24 tháng 11 năm 2011. Ông từ chức lãnh đạo DP tại Hạ nghị viện mà ông nắm giữ từ năm 2009.

### Chính trị quốc gia
Bettel tranh cử Hạ nghị viện trong cuộc tổng tuyển cử 1999, và kết thúc thứ 10 trong các ứng viên DP tại khu tuyển cử Trung tâm, với bảy người đầu được bầu. Tuy nhiên, DP đã vượt qua Đảng Công nhân Xã hội Chủ nghĩa Luxembourg thành đảng lớn thứ hai, các thành viên của đảng chiếm đa số trong chính phủ mới với tư cách đối tác liên minh của Đảng Nhân dân Xã hội Kitô giáo. Do đó khi Lydie Polfer và Anne Brasseur rời ghế để đảm nhận vai trò trong chính phủ, và Colette Flesch cũng không nhận ghế để tập trung làm thành viên Nghị viện châu Âu, Bettel đã được bổ nhiệm vào Hạ nghị viện bắt đầu từ 12 tháng 8 năm 1999.
Vào thời điểm diễn ra cuộc tổng tuyển cử năm 2004, Bettel đã củng cố đáng kể vị trí của mình; ông đứng thứ tư (trong số năm thành viên DP được bầu), đảm bảo cho ông một ghế trong Hạ nghị viện.

### Thủ tướng

#### Nhiệm kỳ đầu tiên

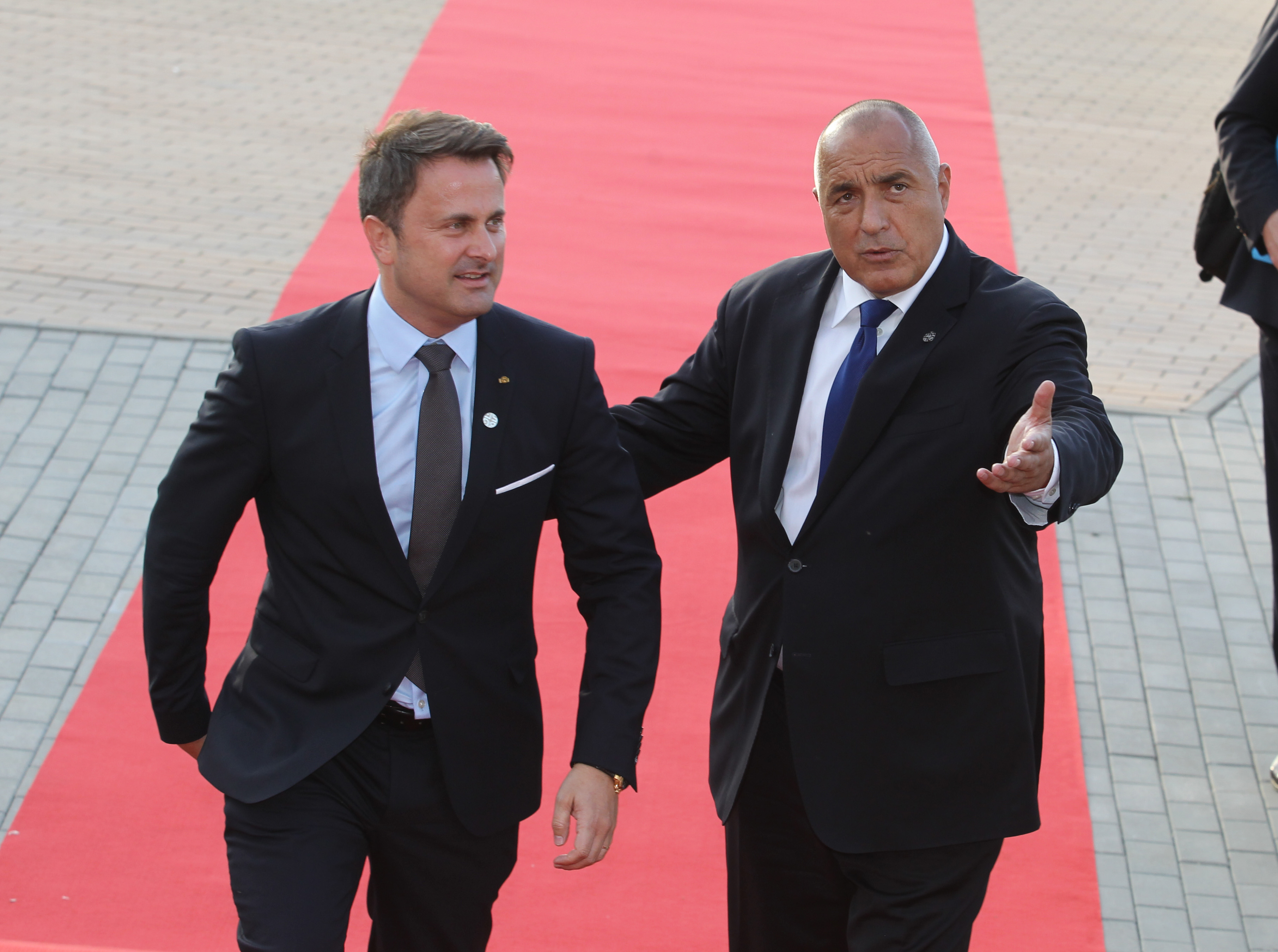
Xavier Bettel với Thủ tướng Bulgaria Boyko Borisov tại Sofia vào ngày 16 tháng 5 năm 2018

Năm 2013, Bettel được bầu làm lãnh đạo Đảng Dân chủ. Trong cuộc tổng tuyển cử năm 2013, ông lãnh đạo đảng giành vị trí thứ ba trong các ghế quốc hội. Vào ngày 25 tháng 10, Bettel được Đại công tước Henri chỉ định làm formateur cho chính phủ tiếp theo. Ông nhậm chức Thủ tướng Luxembourg vào ngày 4 tháng 12 năm 2013. Trong liên minh chính phủ gồm Đảng Dân chủ (DP), Đảng Công nhân Xã hội Chủ nghĩa Luxembourg (LSAP) và Đảng Xanh, ông lãnh đạo nội các cùng với các đồng Phó Thủ tướng Etienne Schneider và  Félix Braz. Trong nhiệm kỳ đầu tiên, ông cũng giữ các chức vụ Bộ trưởng Bộ Ngoại giao, Bộ trưởng Bộ Thông tin và Truyền thông, Bộ trưởng Bộ Văn hóa và Bộ trưởng Bộ Tôn giáo.

#### Nhiệm kỳ thứ hai

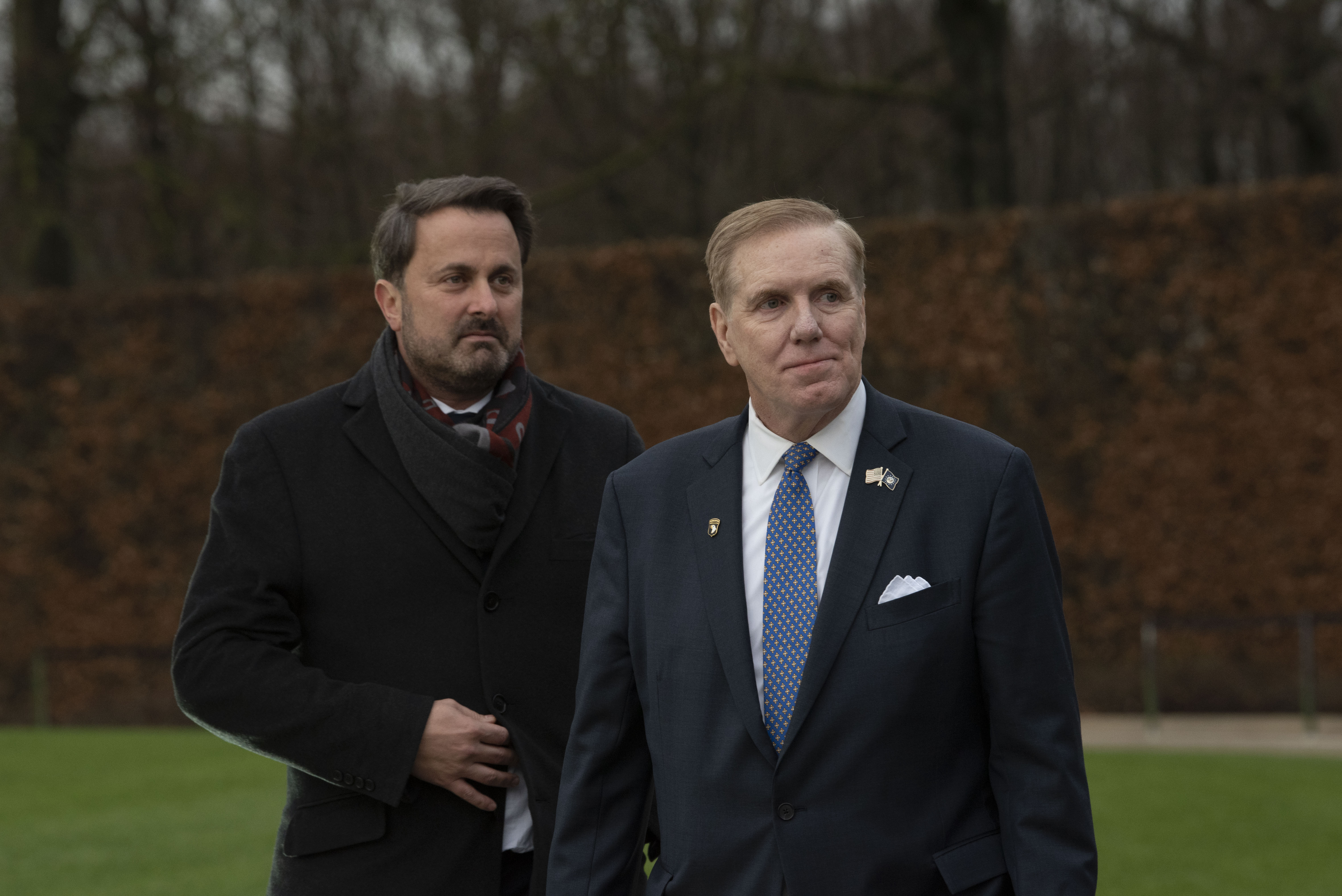
Bettel và Đại sứ Hoa Kỳ Randy Evans tại Đài tưởng niệm và Nghĩa trang Người Mỹ gốc Luxembourg, nhân kỷ niệm 75 năm Trận chiến Bulge, vào ngày 16 tháng 12 năm 2019

Sau cuộc bầu cử năm 2018, ông trở thành thủ tướng đồng tính công khai đầu tiên trên thế giới tái đắc cử nhiệm kỳ thứ hai. Ông bắt đầu nhiệm kỳ thứ hai khi chính phủ của ông được thành lập vào ngày 5 tháng 12 năm 2018, ông hiện đang lãnh đạo cùng với các đồng Phó Thủ tướng François Bausch và Dan Kersch. Chính phủ là sự tiếp nối giữa Đảng Dân chủ, Đảng Công nhân Xã hội chủ nghĩa Luxembourg và Đảng Xanh từ chính phủ Bettel I, với những thay đổi nhỏ.
Vào ngày 16 tháng 9 năm 2019, sau một cuộc họp song phương ngắn về tình trạng đàm phán Brexit, Bettel tiếp tục họp báo mà không có Thủ tướng Anh Boris Johnson, sau khi Johnson đột ngột rút lui do cuộc biểu tình chống Brexit của các công dân Anh sống ở Luxembourg tổ chức. Bettel chỉ về phía bục trống của Johnson và xác nhận rằng Chính phủ Vương quốc Anh đã không đưa ra bất kỳ đề xuất cụ thể nào về việc sửa đổi Thỏa thuận rút của Vương quốc Anh, đặc biệt là "điểm dừng của Ireland" mà Johnson muốn thay thế. Điều này xảy ra bất chấp những tuyên bố công khai của Thủ tướng Johnson và ngày Anh rời EU đang đến rất gần. Phương tiện truyền thông Pro-Brexit Vương quốc Anh báo cáo vấn đề như một cuộc phục kích, trong khi các cơ quan truyền thông khác của Vương quốc Anh và quốc tế phần lớn đã xem vụ việc, cũng như phản ứng của các cơ quan truyền thông ủng hộ Brexit của Vương quốc Anh đối với nó, như xác nhận sự nhạy cảm ngày càng tăng của các chuyên gia và chính khách ủng hộ Brexit trước những lời chỉ trích.
Vào ngày 29 tháng 2 năm 2020, tất cả các phương tiện giao thông công cộng của Luxembourg được miễn phí do thỏa thuận liên minh của chính phủ Bettel II.

## Đời tư
Bettel là một người đồng tính công khai, tuyên bố rằng ở Luxembourg ngày càng "nhiều người không xem xét rằng người ta có đồng tính hay không". Bettel là thủ tướng đồng tính công khai đầu tiên của Luxembourg. Lãnh đạo chính phủ công khai đồng tính thứ ba trên thế giới, sau Thủ tướng Iceland Jóhanna Sigurðardóttir (2009–2013) và Thủ tướng Bỉ Elio Di Rupo (2011–2014). Tính đến năm 2020, ông là một trong hai nhà lãnh đạo thế giới đồng tính công khai tại vị, người còn lại là Ana Brnabić, Thủ tướng Serbia.
Bettel kết hôn với Gauthier Destenay từ năm 2015, cùng năm mà hôn nhân cùng giới được thực hiện tại Luxembourg.